# Xoài Beverly

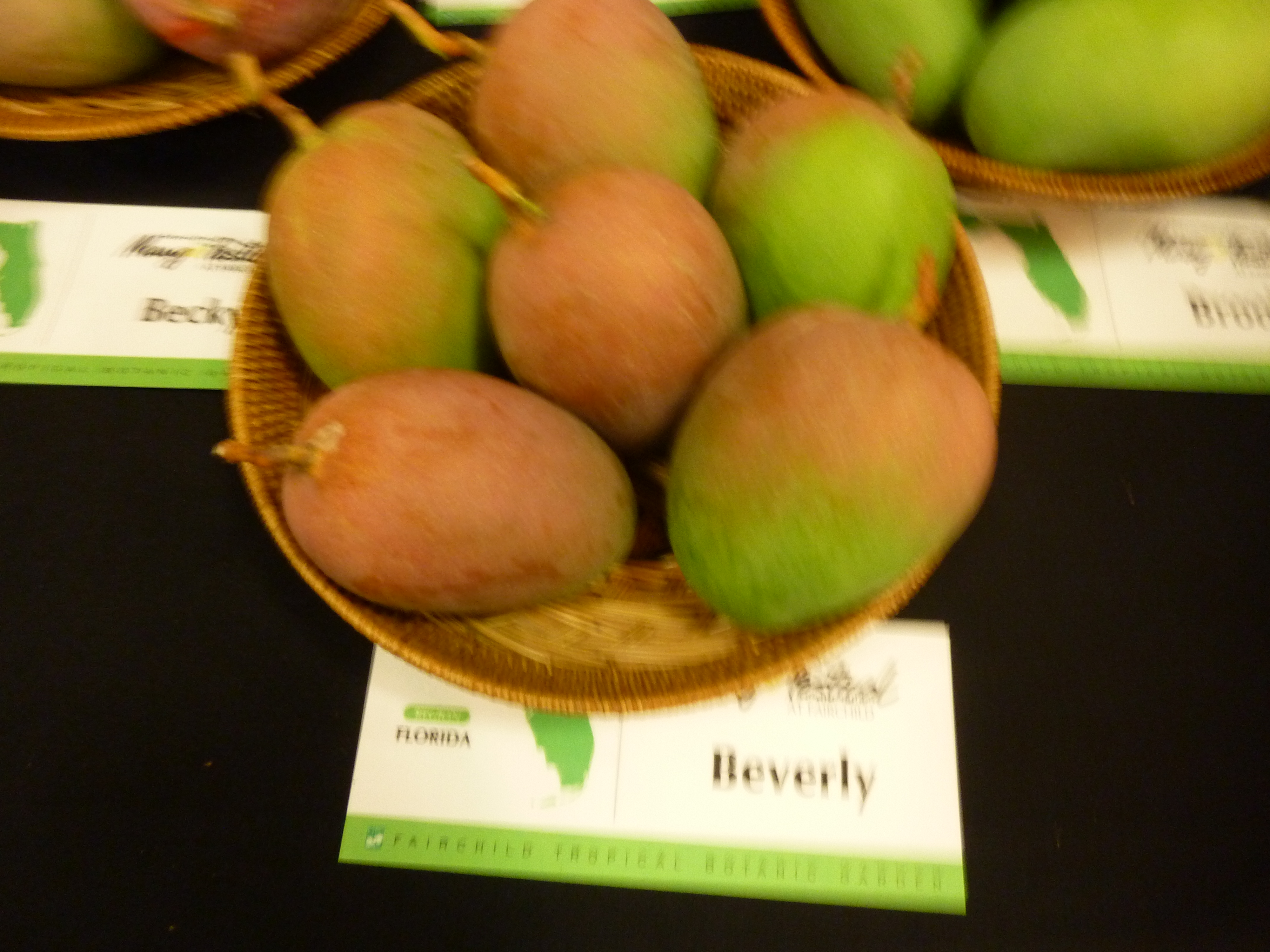
Xoài Beverly

Xoài 'Beverly' (hay, ' Beverley') là tên một giống xoài có nguồn gốc ở khu vực miền nam Florida.

## Lịch sử
Beverly là một cây giống lai từ giống ' Haden ' được lựa chọn bởi gia đình Zill ở Boynton Beach, Florida. Tuy nhiên, một phân tích phả hệ năm 2005 ước tính rằng giống ' Cushman ' mới là cha mẹ của chúng.
Giống cây trồng đã không được chấp nhận thương mại rộng rãi do thiếu màu sắc của quả khi chín. Tuy nhiên, nó đã trở nên phổ biến như một giống cây trồng ở sân trước bởi hương vị của chúng, khả năng kháng bệnh và mùa chín muộn, và hiện được bán tại các vườn ươm ở Florida. Beverly đã được trao tặng danh hiệu "lựa chọn của nhà quản lý" bởi Vườn thực vật nhiệt đới Fairchild tại các lễ hội xoài năm 2008  và 2009.
Cây xoài Beverly được trồng trong bộ sưu tập kho tế bào mầm của USDA ở Miami, Florida, Đại học Trung tâm Nghiên cứu và Giáo dục nhiệt đới của Florida ở Homestead, Florida, và Công viên trái cây và  gia vị  Miami-Dade, cũng ở Homestead.

## Miêu tả
Quả có hình dạng tròn đến bầu dục, không có hoặc có mũi khoắm ở bên. Trọng lượng có thể thay đổi từ một pound đến 3 pound. Khi trưởng thành, quả vẫn có màu xanh chủ yếu, đôi khi xuất hiện một số chỗ có màu vàng. Thịt không có chất xơ, giàu hương vị, và chứa một hạt đơn phôi. Nó chín từ tháng 7 đến tháng 8 ở Florida.
Cây có đặc tính phát triển thấp, và có thể được giữ chiều cao dưới 20 feet.